# Tiszteletpéldány
A tiszteletpéldány a sajtótermék olyan példánya, amelyet a kiadó (megrendelő) szolgáltat az arra jogosultaknak. A tiszteletpéldányok az arra jogosult szerv (személy) tulajdonává válnak.

## Tiszteletpéldányban részesíthetők köre
Tiszteletpéldány adható:
1. a sajtótermék szerzőjének,
2. azoknak a személyeknek, akik a mű eszmei tartalmának kialakításában közreműködtek,
3. a kiadó felügyeletét ellátó szervnek, valamint
4. a kiadó és a felügyeletét ellátó szerv dolgozói közül azoknak, akik részére a tiszteletpéldány juttatása munkakörükre tekintettel indokolt, továbbá

- sajtó és propaganda célokra.